# Нымвожгорт
Нымвожгорт — деревня в Шурышкарском районе Ямало-Ненецкого автономного округа России.

## География
Расположена на правом берегу реки Сыня, в 224 км к юго-западу от города Салехарда и в 68 км к юго-западу от районного центра, села Мужи.
Ближайшие населённые пункты: Овгорт 9 км, Оволынгорт 17 км, Ямгорт 23 км.

## Население
| 1989 | 2002 | 2010 | 2021 |
| ---- | ---- | ---- | ---- |
| 41   | ↘29  | ↘26  | ↘18  |

Население 26 человек (2010 г.)

## История
Телефонизация селения началась в 2007 году
Доступ к цифровому ТВ жителей селения — с 2015 года
С 2005 до 2022 гг. деревня входила в состав сельского поселения Овгортское, упразднённого в 2022 году в связи с преобразованием муниципального района в муниципальный округ.

## Экономика
Семейно-родовая община «Нымвожгорт»: оленеводство, охотпромысел, сбор дикоросов, рыболовство, туризм, пошив мех. изделий